# 实用射击

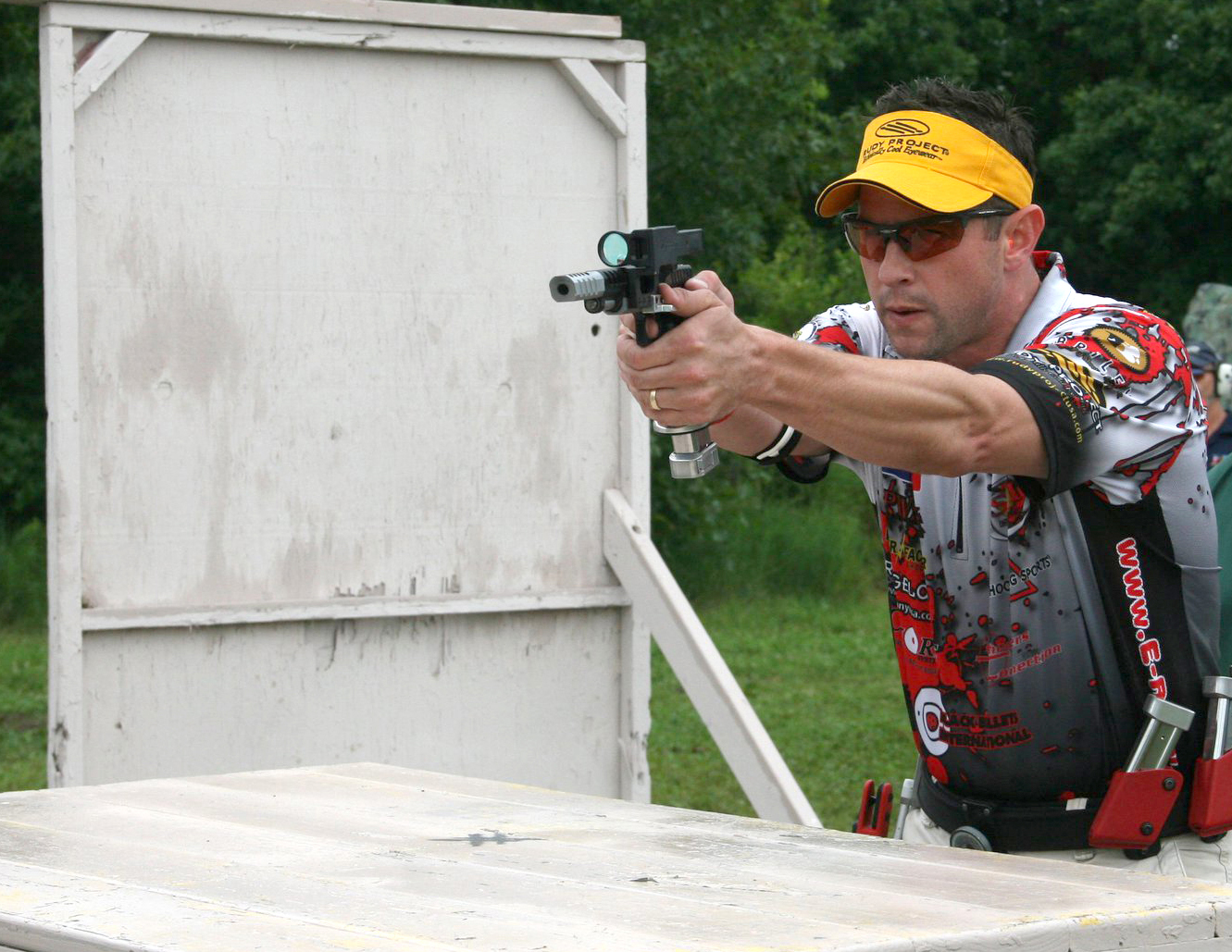
实用射击

实用射击是一項射擊運動，參加實用射擊的人需結合精準、威力與速度三項原則，要用槍械在最短時間內取得盡可能多的分數。雖然不同賽事的組織方規定的計分系統有所差異，但通常都會記下完成比賽的時間，並對不精確的射擊進行扣分。